# Dimitshydrus
Dimitshydrus is een geslacht van kevers uit de familie  waterroofkevers (Dytiscidae).
Het geslacht is voor het eerst wetenschappelijk beschreven in 1996 door Uéno.

## Soorten
Het geslacht omvat de volgende soort:
- Dimitshydrus typhlops Uéno, 1996